# Mysike
Mysike (Asperula) er en slægt af planter i Krap-familien. Den rummer flere end 90 arter, der er udbredt i Europa, Nordafrika, de tempererede dele af Asien og iAustralien. Det er enårige eller flerårige planter og halvbuske.
Navnet mysike kommer af nedertysk Möseke, der egentlig betyder lille mos. Navnet blev tidligere brugt både om arter i denne slægt og om arter, der i dag henregnes til slægten snerre.
| Beskrevne arter |

- kaukasisk mysike (Asperula taurina)

| Andre arter |

- bakkemysike (Asperula synanchica)
- farvemysike (Asperula tinctoria)
- glat mysike (Asperula laevigata)
- glinsende mysike (Asperula nitida)
- håret mysike (Asperula hirta)
- orientalsk mysike (Asperula orientalis)
- seksbladet mysike (Asperula hexaphylla)
- syrenmysike (Asperula aristata)

## Kendetegn
Mysike (Asperula) er urteagtige planter eller halvbuske med stængler, der er mere eller mindre firkantede med bladkranse, der består af 4-14 blade. De er enten siddende eller stilkede. Blomsterne sidder enkeltvis eller mere ofte i tætte stande fra bladhjørnerne, eller de er endestillede. Blomsterne er 4- eller 5-tallige. Hos nogle arter findes de hanlige og de hunlige blomster på forskellige individer. Frugterne er tolappede og falder fra hinanden i delfrugter. kerne.

## Hjemsted
Den vidt udbredte slægt, mysike, findes repræsenteret med arter I Europa, Nordafrika, Mellemøsten, Centralasien og I Australien og på New Zealand. Ca. 70 af arterne findes i Europa. I alt er der mellem 95 og 200 arter i slægten.

## Note
1. ↑  Tao Chen, Friedrich Ehrendorfer: Asperula i Wu Zheng-yi, Peter H. Raven og Deyuan Hong (udg.): Flora of China, bd. 19, S. 77 , 2011, ISBN 978-1-935641-04-9